# Gorni (Stàvropol)
|  | Per a altres significats, vegeu «Gorni». |

Gorni (en rus: Горный) és un poble (un possiólok) del krai de Stàvropol, a Rússia, que en el cens del 2010 tenia 404 habitants. Pertany al districte rural de Petrovski.